# Ірвін Кобб
І́рвін Шрусбері Кобб (англ. Irvin Shrewsbury Cobb; 23 червня 1876, Падука, Кентуккі, США — 11 березня 1944, Нью-Йорк, Нью-Йорк, США) — американський автор, гуморист, редактор та сценарист. Протягом життя Кобб написав понад 60 книг та 300 коротких оповідань. Деякі його твори були використанні в кінематографі.

## Біографія
Ірвін Кобб народився в місті Падука, штат Кентуккі, він був другим з чотирьох дітей сімейства Коббів. Кобб виріс у Падуці, і події та люди з його дитинства стали основою для більшості його пізніх творів. Після переїзду в Нью-Йорк Кобб отримав прізвисько «Герцог Падука».
Кобб навчався в державних та приватних початкових школах, а потім поступив до Академії Вільяма А. Кейда, де навчався на юриста. Коли Ірвіну було 16 років, його батько став алкоголіком. Змушений покинути школу і знайти роботу, Кобб почав свою кар'єру письменника.
Кобб розпочав свою роботу в журналістиці з «Paducah Daily News» у віці сімнадцяти років і став наймолодшим редактором новин в країні у віці дев'ятнадцяти років.
Після переїзду в Нью-Йорк в 1904 році Кобб був найнятий газетою «Evening Sun». Видання відправило його в Портсмут, Нью-Гемпшир, щоб висвітлити російсько-японську мирну конференцію. Його стаття про переговори, була опублікована по всій країні з назвою «Забезпечення миру в Портсмуті». Стаття заробила для нього роботу у «New York World», яку запропонував йому Джозеф Пулітцер.
В 1900 році Ірвін Кобб одружився з Лаурою Спенсер Бейкер з Савани (штат Джорджія). Їх донька, Елізабет Кобб, також була автором.
Коли Кобб помер в Нью-Йорку у 1944 році, його тіло було відправлено в Падуку для кремації. Його попіл закопали під деревом шипшини.